# Кавлак
Кавлак е село в Северна България. То се намира в община Стражица, област Велико Търново.

## География
Кавлак се намира на 20 км от град Стражица на югоизток и на 11 км от град Антоново на северозапад. Преди имаше редовни автобусни връзки с общинския център град Стражица, които бяха съобразени с преминаващите през Стражица влакове в посока София и Варна. До селото може да се стигне и при отклонението на главен път 772, през местността Казълдере, откъдето до селото са 4 км. На югозапад от селото се намира местността Казълдере, където има водопад.

## История
Старото име на село Кавлак е Кавлаклари.
В селото има заселници от началото на 20- век от Габровския Балкан. В селото преди е имало детска градина, училище (отдавна закрити), а броят на населението през 50-те и 60-те години на миналия век е бил над 1000 жители. Известни родове- Илиеви, Капитанови и др.
Селото силно пострада при земетресението в Стражица от декември 1986 година.

## Население
Преброяване на населението през 2011 г.
Численост и дял на етническите групи според преброяването на населението през 2011 г.:
|                     | Численост | Дял (в %) |
| Общо                | 55        | 100,00    |
| Българи             | 51        | 92,72     |
| Турци               | 0         | 0,00      |
| Цигани              | 0         | 0,00      |
| Други               | 0         | 0,00      |
| Не се самоопределят | 0         | 0,0       |
| Неотговорили        | 2         | 3,63      |

## Редовни събития
Селски събор, който се провежда ежегодно в последната неделя на месец август.